# Thomas Hazart
Thomas Hazart (circa 1530 - Mechelen, april 1610) was een Mechelse laat 16e-, vroeg 17e-eeuws beeldhouwer.
Er heerst controverse over welke werken al dan niet aan hem toegeschreven mogen worden. Lange tijd werd aangenomen dat een aantal werken met een zespuntige ster als merkteken door hem werden gecreëerd, maar daarover bestaat grote twijfel.
Hazart werd begraven op het Sint-Janskerkhof op 28 april 1610.